# Robert Alda
Robert Alda, pseudonimo di Alfonso Giuseppe Giovanni Roberto D'Abruzzo (New York, 26 febbraio 1914 – Los Angeles, 3 maggio 1986), è stato un attore, cantante e ballerino statunitense.

## Biografia

### Carriera

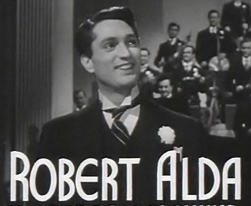
Alda in Rapsodia in blu (1945)

Figlio di Frances Tumillo e del barbiere Anthony D'Abruzzo, entrambi d'origine italiana, era il padre dell'attore Alan Alda. Robert Alda si diplomò alla Stuyvesant High School di New York nel 1930, e iniziò a calcare le scene teatrali come cantante alla radio e in locali notturni. Dal 1935 lavorò nel vaudeville come cantante e ballerino e, nel 1942, si unì a una compagnia che allestiva spettacoli per le truppe americane impegnate al fronte.
Alda debuttò sul grande schermo nel 1945 con il ruolo di George Gershwin nel film Rapsodia in blu (1945), forse la sua interpretazione cinematografica più famosa. Successivamente l'attore comparve sporadicamente sugli schermi ed ebbe maggior fortuna sulle scene teatrali, in cui si distinse grazie alla brillante interpretazione del giocatore Sky Masterson, protagonista della commedia musicale Guys and Dolls, in scena a Broadway dal 1950 al 1953, che nel 1951 gli valse il  Tony Award quale miglior attore, e nella pièce Harbor Lights (1956). Nel 1955 interpretò in Italia la commedia musicale La padrona di Raggio di Luna di Garinei e Giovannini. 
Tra le sue apparizioni di rilievo per il cinema, durante gli anni cinquanta, sono da ricordare La donna più bella del mondo (1955), biografia della cantante lirica Lina Cavalieri, in cui impersonò il maestro di canto Doria, e il melodramma Lo specchio della vita (1959), nei panni dell'agente teatrale Allen Loomis.

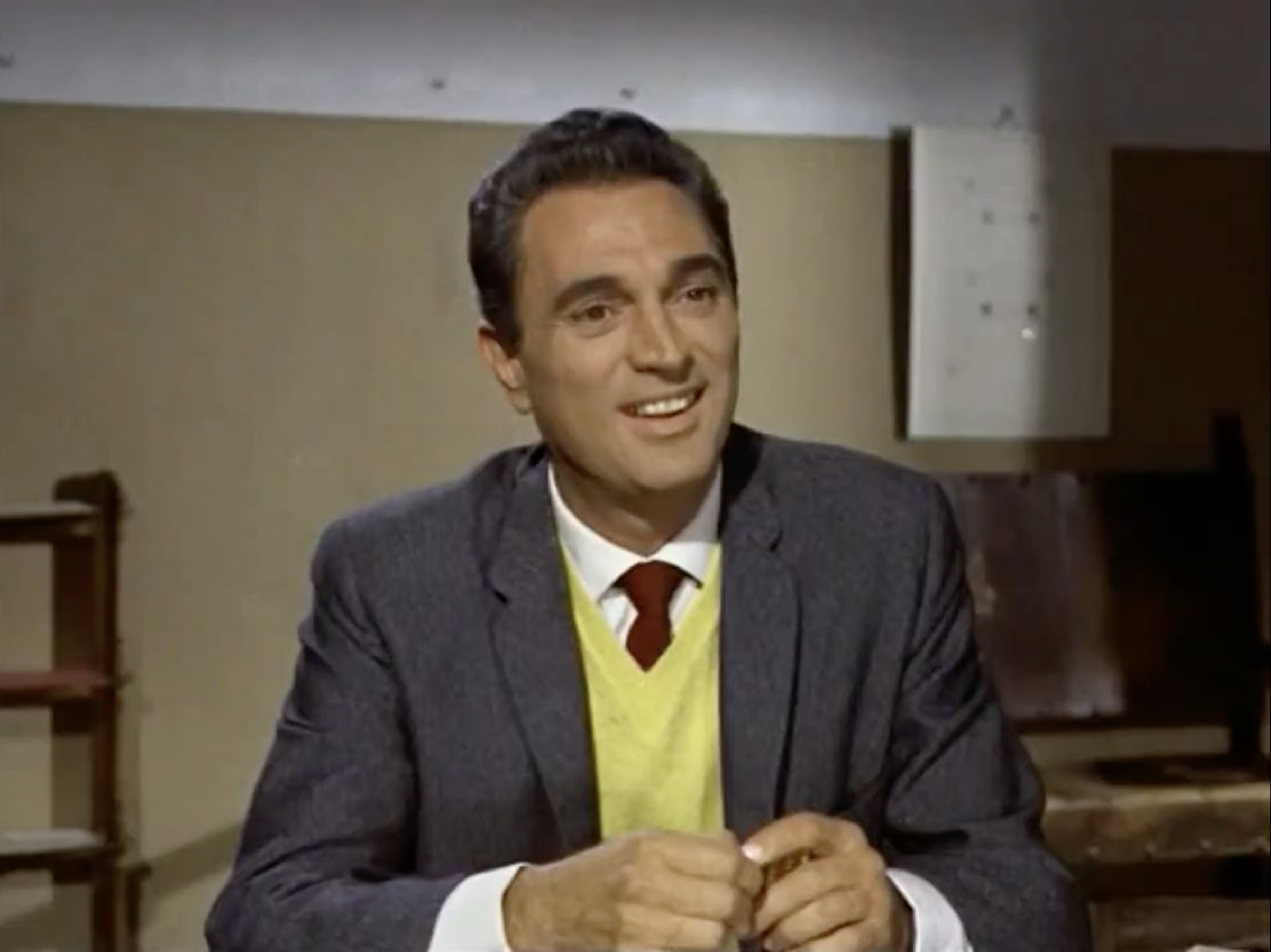
Alda in Un militare e mezzo (1960)

Dall'inizio degli anni sessanta, Alda si trasferì in Italia per vivere a Roma, dove partecipò a diversi film di produzione italiana, tra cui le commedie Un militare e mezzo (1960) e Totò e Peppino divisi a Berlino (1962), e le pellicole storiche Il sepolcro dei re (1960) di Fernando Cerchio, La vendetta dei barbari (1960) di Giuseppe Vari, e I moschettieri del mare (1962) di Steno. Tornò regolarmente negli Stati Uniti per proseguire la carriera teatrale nelle commedie What Makes Sammy Run? (1964-1965),  My Daughter, Your Son (1969) e The Front Page (1969-1970).
Alda fu anche attore televisivo fin dagli anni cinquanta in telefilm come Alfred Hitchcock presenta (1959). Il suo impegno sul piccolo schermo si intensificò durante gli anni settanta, con apparizioni in Sulle strade della California (1975), Kojak (1975), Ellery Queen (1975), Fantasilandia (1978), L'incredibile Hulk (1978-1979), M*A*S*H (1975-1980), Love Boat (1981) e Quincy (1977-1983).

### Vita privata
Dal primo matrimonio con Joan Brown (sposata nel 1932), Alda ebbe il figlio Alan (nato nel 1936), a fianco del quale apparve in due episodi del telefilm M*A*S*H, The Consultant (1975) e Lend a Hand (1980). In quest'ultima puntata apparve anche l'altro figlio di Alda, Anthony, avuto dalla seconda moglie Flora Martino.

## Filmografia

### Cinema
- Rapsodia in blu (Rhapsody in Blue), regia di Irving Rapper (1945)
- Cinderella Jones, regia di Busby Berkeley (1946)
- Maschere e pugnali (Cloak and Dagger), regia di Fritz Lang (1946)
- Il mistero delle 5 dita (The Beast with Five Fingers), regia di Robert Florey (1946)
- Io amo (The Man I Love), regia di Raoul Walsh (1947)
- Smarrimento (Nora Prentiss), regia di Vincent Sherman (1947)
- April Showers, regia di James V. Kern (1948)
- Hollywood Varieties, regia di Paul Landres (1949)
- Omicidio (Homicide), regia di Felix Jacoves (1949)
- Tarzan e le schiave (Tarzan and the Slave Girl), regia di Lee Sholem (1950)
- Mr. Universe, regia di Joseph Lerner (1951)
- Two Gals and a Guy, regia di Alfred E. Green (1951)
- Assignment Abroad, regia di Arthur Dreifuss (1955)
- La donna più bella del mondo, regia di Robert Z. Leonard (1955)
- Lo specchio della vita (Imitation of Life), regia di Douglas Sirk (1959)
- I moschettieri del mare, regia di Steno (1960)
- Un militare e mezzo, regia di Steno (1960)
- Il sepolcro dei re, regia di Fernando Cerchio (1960)
- La vendetta dei barbari, regia di Giuseppe Vari (1960)
- Force of Impulse, regia di Saul Swimmer (1961)
- The Devil's Hand, regia di William J. Hole Jr. (1961)
- Totò e Peppino divisi a Berlino, regia di Giorgio Bianchi (1962)
- All Woman, regia di Frank Warren (1967)
- Executive, la donna che sapeva troppo (The Girl Who Knew Too Much), regia di Francis D. Lyon (1969)
- Il serpente (Le serpent), regia di Henri Verneuil (1973)
- Cagliostro, regia di Daniele Pettinari (1975)
- La casa dell'esorcismo, regia di Mario Bava (1975)
- Controrapina (The Rip Off), regia di Antonio Margheriti (1975)
- Sì, sì... per ora (I Will, I Will... for Now), regia di Norman Panama (1976)
- Won Ton Ton, il cane che salvò Hollywood (Won Ton Ton: The Dog Who Saved Hollywood), regia di Michael Winner (1976)
- Amore dolce amore (Bittersweet Love), regia di David Miller (1976)
- Every Girl Should Have One, regia di Robert Hyatt (1978)

### Televisione
- Pursuit – serie TV, episodio 1x06 (1958)
- Alfred Hitchcock presenta (Alfred Hitchcock Presents) – serie TV, episodio 4x14 (1959)
- Ironside – serie TV, episodi 1x05-2x04-3x05 (1969-1971)
- Reporter alla ribalta (The Name of the Game) – serie TV, episodio 2x22 (1970)
- Missione impossibile (Mission: Impossible) – serie TV, episodio 5x02 (1970)
- Sulle strade della California (Police Story) – serie TV, episodi 2x20-5x03 (1975)
- Kojak – serie TV, episodio 3x10 (1975)
- Ellery Queen – serie TV, episodio 1x13 (1976)
- Fantasilandia (Fantasy Island) – serie TV, episodio 1x13 (1978)
- Wonder Woman – serie TV, episodio 3x06 (1978)
- Agenzia Rockford (The Rockford Files) – serie TV, episodio 5x07 (1978)
- I grandi eroi della Bibbia (Greatest Heroes of the Bible) – miniserie TV (1978)
- Laverne & Shirley – serie TV, episodio 4x24 (1979)
- L'albero delle mele (The Facts of Life) – serie TV, episodio 1x03 (1979)
- Supertrain – serie TV, 9 episodi (1979)
- L'incredibile Hulk (The Incredible Hulk) – serie TV, episodi 1x06-3x05 (1978-1979)
- Hazzard (The Dukes of Hazzard) – serie TV, episodio 2x14 (1980)
- M*A*S*H – serie TV, 3x17-8x20 (1975-1980)
- Love Boat (The Love Boat) – serie TV, episodio 5x12 (1981)
- I giorni della nostra vita (Days of Our Lives) – serial TV, 3 puntate (1981-1982)
- Matt Houston – serie TV, episodio 1x16 (1983)
- Quincy (Quincy, M.E.) – serie TV, episodi 1x04-6x12-8x19 (1977-1983)

## Doppiatori italiani
Nelle versioni in italiano dei suoi film, Robert Alda è stato doppiato da:
- Giuseppe Rinaldi in Rapsodia in blu
- Adolfo Geri in Maschere e pugnali
- Emilio Cigoli in  I moschettieri del mare
- Nando Gazzolo in Lo specchio della vita
- Ivo Garrani in La donna più bella del mondo
- Corrado Mantoni in Omicidio

## Spettacoli teatrali
- Guys and Dolls (Broadway, 24 novembre 1950)